# Hristo Stoitjkov
Hristo Stoitjkov (bulgarsk: Христо Стоичков; født 8. februar 1966 i Plovdiv, Bulgarien) er en tidligere professionel fodboldspiller og -træner fra Bulgarien, der regnes som Bulgariens bedste fodboldspiller gennem tiderne. Han var på klubplan i en årrække en del af det legendariske FC Barcelona-hold fra starten af 1990'erne, og blev i 1994 kåret til Årets Fodboldspiller i Europa. Han spillede 83 kampe for Bulgariens landshold, og blev topscorer ved VM i 1994 i USA. Han blev i 2004 af Pelé indlemmet i FIFA 100, en kåring af verdens 100 bedste nulevende fodboldspillere gennem tiden.
Efter sit karrierestop har han forsøgt sig som træner, blandt andet også for det bulgarske landshold.
Stoitjkov var berømt og berygtet for sit hidsige temperament, der førte til mange bataljer med med- og modspillere, samt røde kort og karantæner.

## Klubkarriere

### Tidlige karriere
Stoitjkov blev født i Bulgariens næststørste by Plovdiv, og spillede her som ungdomsspiller hos klubben Maritsa Plovdiv. Han flyttede i mangel på bedre tilbud i 1982 til den lille by Harmanli, hvor han de følgende to år spillede for den lavere rangerende klub FC Hebros. Her var han dog kun tilknyttet i to år, inden han i 1984 blev spottet af CSKA Sofia, der hentede den 18-årige Stoitjkov til hovedstadsklubben.
Stoitjkov spillede de følgende seks sæsoner hos CSKA, og var i perioden med til at sikre holdet tre bulgarske mesterskaber og fire pokaltitler. Allerede i sin første sæson i klubben opnåede han meget spilletid, men et alvorligt slagsmål i forbindelse med landets pokalfinale i 1985 mod lokalrivalerne fra Levski Sofia medførte, at Stoitjkov og flere andre spillere af Bulgariens fodboldforbund blev udelukket fra fodbold på livstid. Et år efter ophævede forbundet dog karantænen, og gav Stoitjkov mulighed for at fortsætte sin karriere.
Efter at have scoret adskillige mål, og hjulpet CSKA til mesterskabet i både 1987 og 1989, fik Stoitjkov sit helt store gennembrud i sæsonen 1989-90, hvor han scorede intet mindre end 38 mål, og dermed vandt den prestigefulde UEFA-titel, Den Gyldne Støvle, der hvert år uddeles til Europas mest scorende spiller. I 1989 var Stoitjkov med CSKA med til at nå semifinalerne i Pokalvindernes Europa Cup, hvor holdet dog blev besejret af FC Barcelona. Han spillede i de to kampe mod det catalanske storhold så godt, at det vakte interessen hos Barcelonas hollandske træner Johan Cruijff. Vejen var derfor banet for, at Stoitjkov efter sit kontraktudløb hos CSKA i 1990 kunne forlade sit hjemland og skifte til La Liga i Spanien, hvor han underskrev en fem-årig kontrakt. Barcelona betalte CSKA et beløb svarende til 4,5 millioner dollars.

### FC Barcelona
De næste otte sæsoner spillede Stoitjkov, kun afbrudt af et ikke succesfuldt etårigt ophold hos Parma FC i Italien, hos FC Barcelona, hvor han var en del af et af de mest profilerede klubhold i europæisk fodboldhistorie. Som en bærende kraft på et stjernespækket mandskab, der også talte profiler som danske Michael Laudrup, brasilianeren Romario og hollandske Ronald Koeman var Stoitjkov med til at vinde hele fem spanske mesterskaber, heraf de fire i træk mellem 1991 og 1994.
På trods af de daværende regler, om at max. 3 udelandske spillere måtte være på banen af gangen, var Stoitjkov så godt som fast mand på det catalanske mandskab, og spillede gennem sin tid i Spanien hele 175 kampe og scorede 83 mål. I Mesterholdenes Europa Cup i 1991-92 sæsonen var han på banen i hele kampen, da Barca i finalen besejrede italienske Sampdoria med 1-0 på et frisparksmål af Ronald Koeman. Holdet nåede også finalen i turneringen i 1994, hvor den var kendt som UEFA Champions League, og her var Stoitjkov hele turneringens topscorer. Samme år opnåede han sin største personlige hæder nogensinde, da UEFA kårede ham til Årets Fodboldspiller i Europa. Efter at Barcelona i sæsonen 1994-95 havde tabt mesterskabet til ærkerivalerne Real Madrid blev Stoitjkov solgt for intet mindre end 15 millioner dollars til Parma FC i Serie A. Opholdet i Italien varede dog kun en enkelt trofæløs sæson, inden han året efter var tilbage i Barcelona. Her var han blandt andet med til at vinde Pokalvindernes Europa Cup i 1997, hvor Barcelona i finalen besejrede franske Paris Saint-Germain. Han nåede i alt at vinde hele 13 betydende trofæer i sin tid hos Barcelona, det sidste var det femte spanske mesterskab, som først blev sikret i 1998 efter Stoitjkov havde forladt klubben, men som han via fire ligaoptrædener i sæsonen dog stadig officielt havde del i.

### Senere karriere
Efter at Stoitjkov i sæsonen 1997-98 så småt begyndte at miste sin plads på holdet til yngre kræfter, besluttede han sig for at forlade klubben, og spillede i stedet den følgende sæson hos henholdsvis sin gamle klub i hjemlandet CSKA Sofia og den saudi arabiske klub Al Nassr, som han blandt andet hjalp til sejr i den asiatiske kontinentale pokalvinderturnering.
Som så mange andre aldrende europæiske stjerner fik Stoitjkov mulighed for et økonomisk lukrativt ophold i japansk fodbold, og spillede i 1998-99 sæsonen 27 kampe og scorede 12 mål for klubben Kashiwa Reysol fra byen Kashiwa. Han var dog ikke i stand til at hjælpe klubben til nogen titler, og satte i 2000 i stedet kursen mod USA. Opholdet i den nystartede MLS-liga blev det sidste i Stoitjkovs karriere, og strakte sig frem til 2003, via et to-årigt ophold hos Chicago Fire, og et et-årigt hos hovedstadsklubben D.C. United fra Washington.
I december 2003 meddelte Stoitjkov officielt, at han indstillede sin karriere.

## Landshold
Stoitjkov var i en årrække den ubetingede stjernespiller for det bulgarske landshold, for hvem han mellem 1987 og 1999 spillede hele 83 kampe, hvori han scorede 37 mål. Hans debutkamp faldt den 23. september 1987 i en EM-kvalifikationskamp i Sofia mod Irland, der endte med en 2-0 sejr til bulgarerne. Som Stoitjkovs karriere udviklede sig positivt blev hans rolle på landsholdet også stadig større, og da holdet overraskende fik kvalificeret sig til VM i 1994 i USA var han blevet dets klare omdrejningspunkt.

### VM i 1994
Bulgarerne havde kvalificeret sig til slutrunden ved at besejre det franske landshold på udebane i den afgørende kamp, og kom ved slutrunden i gruppe med Nigeria, Argentina og Grækenland. Stoitjkov scorede tre mål i gruppekampene, heraf et i en overraskende sejr over argentinerne, der sikrede bulgarerne deres videre avancement. I 1/8-finalen mod Mexico kom han igen på scoringslisten, og efter at holdet havde vundet kampen på straffekonkurrence var bulgarerne klar til den 10. juli i New York at skulle spille landets måske vigtigste kamp nogensinde, en kvartfinale mod de regerende verdensmestre fra Tyskland.
Kampen mod tyskerne skulle vise sig at blive en af de mest mindeværdige i bulgarsk fodboldhistorie, idet opgøret endte med en sensationel sejr til Balkan-landet, der dermed for første gang nogensinde kvalificerede sig til en VM-semifinale. Tyskerne lignede ellers det vindende hold efter en straffesparksscoring ved Lothar Matthäus, men en udligning fra Stoitjkov samt en hovedstødsscoring fra Jordan Letjkov sikrede bulgarerne den sensationelle sejr.
Semifinalen mod Italien blev endestationen for bulgarerne. Stoitjkov kunne, trods yderligere en scoring der gjorde ham til turneringens delte topscorer, ikke føre holdet til endnu en sensation. Bulgarerne tabte efterfølgende også bronzekampen til Sverige. Stoijtkov endte turneringen med seks scoringer, en delt topscorerværdighed, og blev desuden udtaget til turneringens All-Star-hold.

### Efter VM 1994
Med Stoitjkov i spidsen spillede Bulgarien sig også frem til EM i 1996 i England og VM i 1998 i Frankrig. Disse slutrunder blev dog ikke så succesfulde som turneringen i USA. Ved EM i 1996, som bulgarerne havde kvalificeret sig til gennem blandt andet hele ti scoringer af Stoitjkov i kvalifikationsrunden, måtte bulgarerne forlade turneringen efter den indledende runde. Stoitjkov scorede alle bulgarernes tre mål, fordelt på ét i hver af gruppekampene, og understregede sin position som sit holds stjernespiller. Han blev også ved denne turnering udtaget til arrangørernes All-Star hold.
VM i 1998 i Frankrig skulle blive Stoitjkovs sidste slutrunde med bulgarerne som spiller, og det blev ikke en mindeværdig oplevelse for den på det tidspunkt 32-årige spiller. Bulgarerne måtte forlade turneringen efter gruppespillet, efter kun at have fået ét point ud af de tre kampe. Stoitjkov scorede ikke i slutrunden, og året efter meddelte han sit stop på landsholdet. Hans sidste landskamp blev spillet den 9. juni 1999, hvor bulgarerne spillede 1-1 hjemme mod England i en EM-kvalifikationskamp.

## Trænerkarriere
Efter at have fungeret som angrebstræner for sin gamle klub FC Barcelona blev Stoitjkov den 15. juli 2004 udnævnt til ny træner for det bulgarske landshold, efter at den tidligere, Plamen Markov, havde trukket sig som følge af holdets skuffende præstation ved EM i 2004. Han nåede at besidde denne post i tre år, men kunne ikke opnå samme succes med holdet som træner, som han kunne som spiller. Hans tid var præget af dårlige resultater, og holdet missede kvalifikationen til VM i 2006 og EM i 2008. Stoitjkov ragede uklar med adskillige spillere på holdet, blandt andet udlandsstjernen Stiliyan Petrov, der stoppede på holdet som følge af uenigheder med den kontroversielle træner.
Den 10. april 2007 meddelte det bulgarske fodboldforbund, at Stoitjkov havde opsagt sin stilling, for i stedet at blive klubtræner i Spanien for Celta Vigo. Celta lå, da Stoitjkov overtog holdet, i den bedste spanske række, men præsterede dårligt under hans ledelse, og måtte rykke ned i Segunda Division. Den 8. oktober 2007 blev han fyret fra posten, og erstattet af den tidligere Real Madrid-træner Juan Ramón López Caro.
Først i 2009 fik Stoitjkov sit næste trænerjob, da han overtog ledelsen over den sydafrikanske klub Mamelodi Sundowns FC. Her var han tilknyttet frem til marts 2010, hvor han stoppede efter uoverensstemmelser i forhandlingerne med klubben om en kontraktforlængelse.
I sæsonen 2011–12 var Stoitjkov tilknyttet den russiske klub Rostov som konsulent.
I januar 2012 blev han manager for Litex Lovech som erstatning for Luboslav Penev, som var blevet ansat som ny træner for det bulgarske landshold. I juni 2013 blev han udnævnt som manager for Bulgarian powerhouse – og tidligere klub CSKA Sofia, men opsagde samarbejdet blot en måned senere, da han havde mistet tilliden til den kriseramte klub.

## Landskampe
En samlet oversigt over Stoijtkovs 83 landskampe og 37 scoringer.
| #  | Dato               | Sted                    | Modstander      | Resultat | Konkurrence       | Mål | Mål i alt |
| -- | ------------------ | ----------------------- | --------------- | -------- | ----------------- | --- | --------- |
| 1  | 23. september 1987 | Sofia, Bulgarien        | Belgien         | 2-0      | EM 1988-kval.kamp |     |           |
| 2  | 14. oktober 1987   | Dublin, Irland          | Irland          | 0-2      | EM 1988-kval.kamp |     |           |
| 3  | 11. november 1987  | Sofia, Bulgarien        | Skotland        | 0-1      | EM 1988-kval.kamp |     |           |
| 4  | 21. januar 1988    | Doha, Qatar             | Qatar           | 3-2      | Venskabskamp      | 1   | 1         |
| 5  | 29. januar 1988    | Cairo, Egypten          | Egypten         | 0-1      | Venskabskamp      |     | 1         |
| 6  | 23. marts 1988     | Sofia, Bulgarien        | Tjekkoslovakiet | 2-0      | Venskabskamp      |     | 1         |
| 7  | 13. april 1988     | Burgas, Bulgarien       | Østtyskland     | 1-1      | Venskabskamp      |     | 1         |
| 8  | 4. august 1988     | Vaasa, Finland          | Finland         | 1-1      | Venskabskamp      |     | 1         |
| 9  | 7. august 1988     | Reykjavik, Island       | Island          | 3-2      | Venskabskamp      |     | 1         |
| 10 | 9. august 1988     | Oslo, Norge             | Norge           | 1-1      | Venskabskamp      | 1   | 2         |
| 11 | 21. september 1988 | Sofia, Bulgarien        | Sovjetunionen   | 2-2      | Venskabskamp      | 1   | 3         |
| 12 | 24. september 1988 | Bialystok, Polen        | Polen           | 2-3      | Venskabskamp      | 1   | 4         |
| 13 | 19. oktober 1988   | Sofia, Bulgarien        | Rumænien        | 1-3      | VM 1990-kval.kamp |     | 4         |
| 14 | 2. november 1988   | København, Danmark      | Danmark         | 1-1      | VM 1990-kval.kamp |     | 4         |
| 15 | 24. december 1988  | Sharjah, Emiraterne     | Emiraterne      | 1-0      | Venskabskamp      |     | 4         |
| 16 | 21. februar 1989   | Sofia, Bulgarien        | Sovjetunionen   | 1-2      | Venskabskamp      |     | 4         |
| 17 | 22. marts 1989     | Sofia, Bulgarien        | Vesttyskland    | 1-2      | Venskabskamp      |     | 4         |
| 18 | 26. april 1989     | Sofia, Bulgarien        | Danmark         | 0-2      | VM 1990-kval.kamp |     | 4         |
| 19 | 17. maj 1989       | Bukarest, Rumænien      | Rumænien        | 0-1      | VM 1990-kval.kamp |     | 4         |
| 20 | 23. august 1989    | Erfurt, Østtyskland     | Østtyskland     | 1-1      | Venskabskamp      |     | 4         |
| 21 | 20. september 1989 | Cesena, Italien         | Italien         | 0-4      | Venskabskamp      |     | 4         |
| 22 | 11. oktober 1989   | Varna, Bulgarien        | Grækenland      | 4-0      | VM 1990-kval.kamp | 1   | 5         |
| 23 | 15. november 1989  | Athen, Grækenland       | Grækenland      | 0-1      | VM 1990-kval.kamp |     | 5         |
| 24 | 5. maj 1990        | Campinas, Brasilien     | Brasilien       | 1-2      | Venskabskamp      |     | 5         |
| 25 | 12. september 1990 | Geneve, Schweiz         | Schweiz         | 0-2      | EM 1992-kval.kamp |     | 5         |
| 26 | 17. oktober 1990   | Bukarest, Rumænien      | Rumænien        | 3-0      | EM 1992-kval.kamp |     | 5         |
| 27 | 14. november 1990  | Sofia, Bulgarien        | Skotland        | 1-1      | EM 1992-kval.kamp |     | 5         |
| 28 | 25. september 1991 | Sofia, Bulgarien        | Italien         | 2-1      | Venskabskamp      | 1   | 6         |
| 29 | 16. oktober 1991   | Sofia, Bulgarien        | San Marino      | 4-0      | EM 1992-kval.kamp | 1   | 7         |
| 30 | 22. november 1991  | Sofia, Bulgarien        | Rumænien        | 1-1      | EM 1992-kval.kamp |     | 7         |
| 31 | 28. april 1992     | Bern, Schweiz           | Schweiz         | 2-0      | Venskabskamp      |     | 7         |
| 32 | 14. maj 1992       | Helsingfors, Finland    | Finland         | 3-0      | VM 1994-kval.kamp |     | 7         |
| 33 | 19. august 1992    | Sofia, Bulgarien        | Mexico          | 1-1      | Venskabskamp      | 1   | 8         |
| 34 | 9. september 1992  | Sofia, Bulgarien        | Frankrig        | 2-0      | VM 1994-kval.kamp | 1   | 9         |
| 35 | 2. december 1992   | Tel Aviv, Israel        | Israel          | 3-0      | VM 1994-kval.kamp |     | 9         |
| 36 | 14. april 1993     | Wien, Østrig            | Østrig          | 1-3      | VM 1994-kval.kamp |     | 9         |
| 37 | 28. april 1993     | Sofia, Bulgarien        | Finland         | 2-0      | VM 1994-kval.kamp | 1   | 10        |
| 38 | 12. maj 1993       | Sofia, Bulgarien        | Israel          | 2-2      | VM 1994-kval.kamp | 1   | 11        |
| 39 | 8. september 1993  | Sofia, Bulgarien        | Sverige         | 1-1      | VM 1994-kval.kamp | 1   | 12        |
| 40 | 13. oktober 1993   | Sofia, Bulgarien        | Østrig          | 4-1      | VM 1994-kval.kamp | 1   | 13        |
| 41 | 17. november 1993  | Paris, Frankrig         | Frankrig        | 2-1      | VM 1994-kval.kamp |     | 13        |
| 42 | 3. juni 1994       | Sofia, Bulgarien        | Ukraine         | 1-1      | Venskabskamp      |     | 13        |
| 43 | 21. juni 1994      | Dallas, USA             | Nigeria         | 0-3      | VM i 1994         |     | 13        |
| 44 | 26. juni 1994      | Chicago, USA            | Grækenland      | 4-0      | VM i 1994         | 2   | 15        |
| 45 | 30. juni 1994      | Dallas, USA             | Argentina       | 2-0      | VM i 1994         | 1   | 16        |
| 46 | 5. juli 1994       | New York, USA           | Mexico          | 1-1      | VM i 1994         | 1   | 17        |
| 47 | 10. juli 1994      | New York, USA           | Tyskland        | 2-1      | VM i 1994         | 1   | 18        |
| 48 | 13. juli 1994      | New York, USA           | Italien         | 1-2      | VM i 1994         | 1   | 19        |
| 49 | 16. juli 1994      | Los Angeles, USA        | Sverige         | 0-4      | VM i 1994         |     | 19        |
| 50 | 12. oktober 1994   | Sofia, Bulgarien        | Georgien        | 2-0      | EM 1996-kval.kamp |     | 19        |
| 51 | 16. november 1994  | Sofia, Bulgarien        | Moldova         | 4-1      | EM 1996-kval.kamp | 2   | 21        |
| 52 | 14. december 1994  | Cardiff, Wales          | Wales           | 3-0      | EM 1996-kval.kamp | 1   | 22        |
| 53 | 29. marts 1995     | Sofia, Bulgarien        | Wales           | 3-1      | EM 1996-kval.kamp |     | 22        |
| 54 | 26. april 1995     | Chisinau, Moldova       | Moldova         | 3-0      | EM 1996-kval.kamp | 2   | 24        |
| 55 | 7. juni 1995       | Sofia, Bulgarien        | Tyskland        | 3-2      | EM 1996-kval.kamp | 2   | 26        |
| 56 | 6. september 1995  | Tirana, Albanien        | Albanien        | 1-1      | EM 1996-kval.kamp | 1   | 27        |
| 57 | 7. oktober 1995    | Sofia, Bulgarien        | Albanien        | 3-0      | EM 1996-kval.kamp |     | 27        |
| 58 | 11. oktober 1995   | Tbilisi, Georgien       | Georgien        | 1-2      | EM 1996-kval.kamp | 1   | 28        |
| 59 | 15. november 1995  | Berlin, Tyskland        | Tyskland        | 1-3      | EM 1996-kval.kamp | 1   | 29        |
| 60 | 28. maj 1996       | Sofia, Bulgarien        | Makedonien      | 3-0      | Venskabskamp      | 1   | 30        |
| 61 | 2. juni 1996       | Sofia, Bulgarien        | Emiraterne      | 4-1      | Venskabskamp      | 1   | 31        |
| 62 | 9. juni 1996       | Leeds, England          | Spanien         | 1-1      | EM i 1996         | 1   | 32        |
| 63 | 13. juni 1996      | Newcastle, England      | Rumænien        | 1-0      | EM i 1996         | 1   | 33        |
| 64 | 18. juni 1996      | Newcastle, England      | Frankrig        | 1-3      | EM i 1996         | 1   | 34        |
| 65 | 8. juni 1997       | Burgas, Bulgarien       | Luxembourg      | 4-0      | VM 1998-kval.kamp | 1   | 35        |
| 66 | 20. august 1997    | Sofia, Bulgarien        | Israel          | 1-0      | VM 1998-kval.kamp |     | 35        |
| 67 | 10. september 1997 | Sofia, Bulgarien        | Rusland         | 1-0      | VM 1998-kval.kamp |     | 35        |
| 68 | 11. oktober 1997   | Moskva, Rusland         | Rusland         | 2-4      | VM 1998-kval.kamp |     | 35        |
| 69 | 10. marts 1998     | Buenos Aires, Argentina | Argentina       | 0-2      | Venskabskamp      |     | 35        |
| 70 | 25. marts 1998     | Skopje, Makedonien      | Makedonien      | 0-1      | Venskabskamp      |     | 35        |
| 71 | 5. juni 1998       | Sofia, Bulgarien        | Algeriet        | 2-0      | Venskabskamp      | 1   | 36        |
| 72 | 12. juni 1998      | Montpellier, Frankrig   | Paraguay        | 0-0      | VM i 1998         |     | 36        |
| 73 | 19. juni 1998      | Paris, Frankrig         | Nigeria         | 0-1      | VM i 1998         |     | 36        |
| 74 | 24. juni 1998      | Lens, Frankrig          | Spanien         | 1-6      | VM i 1998         |     | 36        |
| 75 | 6. september 1998  | Sofia, Bulgarien        | Polen           | 0-3      | EM 2000-kval.kamp |     | 36        |
| 76 | 10. oktober 1998   | London, England         | England         | 0-0      | EM 2000-kval.kamp |     | 36        |
| 77 | 14. oktober 1998   | Burgas, Bulgarien       | Sverige         | 0-1      | EM 2000-kval.kamp |     | 36        |
| 78 | 23. december 1998  | Agadir, Marokko         | Marokko         | 1-4      | Venskabskamp      |     | 36        |
| 79 | 16. februar 1999   | Hong Kong, Hong Kong    | Egypten         | 1-3      | Venskabskamp      |     | 36        |
| 80 | 27. marts 1999     | Bruxelles, Belgien      | Belgien         | 1-0      | Venskabskamp      |     | 36        |
| 81 | 31. marts 1999     | Luxembourg, Luxembourg  | Luxembourg      | 2-0      | EM 2000-kval.kamp | 1   | 37        |
| 82 | 4. juni 1999       | Warszawa, Polen         | Polen           | 0-2      | EM 2000-kval.kamp |     | 37        |
| 83 | 9. juni 1999       | Sofia, Bulgarien        | England         | 1-1      | EM 2000-kval.kamp |     | 37        |

## Titler
- Bulgarsk Liga: 1987, 1989 og 1990 med CSKA Sofia
- Bulgarsk Pokalturnering: 1985, 1987, 1988 og 1989 med CSKA Sofia
- Bulgarsk Super Cup: 1989 med CSKA Sofia
- Spansk Liga: 1991, 1992, 1993, 1994 og 1998 med FC Barcelona
- Copa del Rey: 1997 med FC Barcelona
- Spansk Super Cup: 1992, 1994 og 1996 med FC Barcelona
- Mesterholdenes Europa Cup: 1992 med FC Barcelona
- Pokalvindernes Europa Cup: 1997 med FC Barcelona
- UEFA Super Cup: 1992 og 1997 med FC Barcelona
- AFC's Pokalvinderturnering: 1998 med Al-Nassr
- US Open Cup: 2000 med Chicago Fire

## Kåringer og præstationer
- Topscorer i den bulgarske liga: 1989 og 1990
- Den Europæiske Gyldne Støvle: 1990
- Topscorer i Pokalvindernes Europa Cup: 1989
- Årets Fodboldspiller i Europa: 1994
- Topscorer ved VM i fodbold: 1994
- FIFA's VM All-Star hold: 1994
- Bedste udenlandske spiller i La Liga: 1994
- UEFA's EM All-Star hold: 1996
- Golden Foot: 1996
- FIFA 100: Eneste bulgar udtaget til listen over de 125 bedste nulevende fodboldspillere